# Visual Studio LightSwitch
Microsoft Visual Studio LightSwitch 2011 (сокр. LightSwitch) — это среда разработки, нацеленная на создание line-of-business приложений, построенных на существующих .NET-технологиях и платформах Microsoft. Создаваемые приложения состоят из трех ярусов: пользовательский интерфейс на Microsoft Silverlight; логика и доступ к данным на WCF RIA Services и Entity Framework; хранение данных с помощью Microsoft SQL Server Express, Microsoft SQL Server или Microsoft SQL Azure. LightSwitch также поддерживает другие источники данных, включая Microsoft SharePoint. С помощью Microsoft Visual Studio LightSwitch возможно создание как клиентских приложений, запускаемых на локальном компьютере пользователя, так и браузерных web-приложений. LightSwitch включает в себя графические дизайнеры сущностей и их отношений, запросов, а также интерфейса пользователя. Бизнес-логика может быть написана на Visual Basic .NET или на Visual C#, но в то же время, по заявлениям корпорации Microsoft, решение многих задач с использованием LightSwitch возможно вообще без написания какого-либо программного кода вручную, в том числе и пользователями, не имеющими квалификации программиста (на что делается акцент в рекламе продукта). LightSwitch может быть установлен как самостоятельное приложение или как дополнение к Visual Studio 2010 Professional и более высоким редакциям.
Первый финальный релиз Microsoft Visual Studio LightSwitch (версия Visual Studio Light Switch 2011) стал доступен подписчикам MSDN и поступил в продажу в конце июля 2011 года.

## Выход

### Beta 1
В первой бета-версии LightSwitch анонсированные ранее встроенные шаблоны отсутствовали. Мартин Хеллер в своём обзоре данной версии приходит к выводу о том, что заявленная цель сделать разработку приложений для работы с базами данных удобной для людей без навыков программирования достигнута не была. В качестве причин этого он называет унаследованную сложность задачи и слишком сильную привязку к Visual Studio.

### RTM
LightSwitch была открыта для подписчиков MSDN 28 июля 2011 года сразу на нескольких языках, в том числе и на русском. На следующий день, 29 июля, в открытый доступ на официальном сайта Microsoft была выложена демо-версия LightSwitch, доступная также и для покупки на официальном онлайн-магазине корпорации www.microsoftstore.ru. 1 августа продукт был доступен для приобретения у партнёров Microsoft. Однако корпорация ввела ограничение на продажу LightSwitch в Китае.

## Целевая аудитория
Аналитическое агентство Forrester охарактеризовало целевую аудиторию как «пользователи — разработчики бизнес-приложений» (англ. End-User Business Developers). К таким разработчикам были отнесены также и специалисты, не являющиеся профессиональными разработчиками ПО, но занимающиеся созданием бизнес-приложений для обеспечения новых бизнес-функций или расширением возможностей уже используемых программных решений.

## Разработка
Разработка в LightSwitch ведётся с использованием технологий Silverlight 4 и .NET Framework, а также рекомендуемых шаблонов проектирования, в том числе и шаблона MVC.

## Прекращение поддержки
В октябре 2016 года Microsoft объявила о прекращении разработки LightSwitch и в то же время компания вводит альтернативный вариант, получивший название PowerApps.
Команда разработчиков заявила, что поддержка любых приложений LightSwitch будет продолжена вместе с поддержкой Visual Studio 2015 до октября 2020 года.